# معادله درجه چهار

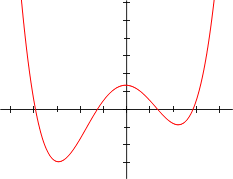
نمودار یک تابع چند جمله ای از درجهٔ چهار که چهار ریشه و سه نقطهٔ بحرانی دارد.

در ریاضیات معادلهٔ درجهٔ چهار عبارتی است که بتواند به صورت تساوی یک تابع درجه چهار با صفر بیان شود. فرم عمومی تابع درجهٔ چهار به صورت زیر است:
{\displaystyle ax^{4}+bx^{3}+cx^{2}+dx+e=0\,}
به طوریکه a ≠ ۰.
فرمول کلی که بتوان معادله‌ی با درجه‌ی بیشتر از چهار را به وسیلهٔ ریشه‌های عددی حل کرد وجود ندارد و درجهٔ چهار بالاترین درجه ای است که می‌توان آن را به وسیلهٔ ریشهٔ عددی حل کرد.

## تاریخچه
لودوویکو فراری مشهور به کشف روش حل معادلهٔ درجهٔ چهار است. او در سال ۱۵۴۰ راه حل آن را کشف کرد اما این راه حل مانند باقی راه حل‌های حل معادلهٔ درجه چهار مستلزم کشف راه حل معادلات درجهٔ سه بودند. بالاخره جرلامو کاردانو استاد فراری راه حل معادلهٔ درجهٔ چهار همراه با راه حل معادله ی درجه سه در کتاب Ars Magna (1545) منتشر کرد.